# 坂口健太郎
坂口健太郎（／ Sakaguchi Kentarō，1991年7月11日—），日本男演員、模特兒，東京都出身。

## 經歷
2010年，19歲時通過《MEN'S NON-NO》模特兒甄選，成為該雜誌專屬模特兒。2013年，於日本掀起話題的“鹽顏系男子”，作為代表人物而受到關注。
2014年，於電影《365平安日：幸福的呼吸》中，開始以演員身分活動。同年單獨登上《MEN'S NON-NO》雜誌6月號的封面，為繼1994年10月號的田辺誠一之後暌違20年，專屬模特兒單獨成為封面人物。
2015年10月，初次參演連續劇《產科醫鴻鳥》11月11日，坂口健太郎完全專集《坂道》發行。
2017年，以電影《64 前篇/後篇》拿下第40屆日本電影金像獎新人演員獎及第41屆「Élan d'or Award」新人獎。同年擔任《MEN'S NON-NO》雜誌2、3月號封面人物，是歷年來首次連續登上封面的模特兒。6月9日發售的《MEN'S NON-NO》雜誌7月號，宣布從雜誌專屬模特兒畢業。
2018年3月16日，他的第一本寫真集《25.6》發行。4月，富士電視台Signal 長期未解決事件搜查班日劇初主演。

## 個人相關
- 高中時曾經是排球社的一員，喜歡閱讀，受母親的影響，喜歡的作家有北方謙三、村上龍、司馬遼太郎和恩田陸。
- 山森三香所作的《白晝的流星》中，「馬村大輝」一角即是以坂口健太郎為原型。[9]
- 韓國漫畫《無法抗拒的他》原作中，男主角「朴宰彥」的外型創作以坂口健太郎作為原型參考。[10]

## 戲劇作品

### 電影
- 365平安日：幸福的呼吸（日语：シャンティ_デイズ_365日、幸せな呼吸） （2014年10月25日）-飾演 瞬
- 謎樣的他（2015年2月14日）-飾演 信夫
- 預告犯（2015年6月6日） -飾演 市川学
- 海街日記（日本2015年6月13日／台灣2015年9月18日） -飾演 藤井朋章
- 盜愛之家（日语：at Homeアットホーム）（2015年8月22日） -飾演 森山淳
- 女主角失格（2015年9月19日） -飾演 弘光廣祐
- 俺物語!!（2015年10月31日） -飾演 砂川誠
- 殘穢：被詛咒的房間（日语：残穢#映画）（2016年1月30日） -飾演 三澤徹夫
- 64 前篇／後篇（日语：64（ロクヨン）#映画）（前篇2016年5月7日，後篇2016年6月11日）-飾演 手嶋 [11]
- 高台家的成員（2016年6月4日） -飾演 岸本浩平[12]
- 不老交響夢（日语：オケ老人!#映画）（2016年11月11日） -飾演 坂下
- 與妳的第100次愛戀（2017年2月4日） -主演・長谷川陸
- 愛，不由自主（日语：ナラタージュ#映画）（2017年10月7日） -飾演 小野玲二
- 今夜，在浪漫劇場與妳相遇（日语：今夜、ロマンス劇場で#映画）（日本2018年2月10日／臺灣2018年5月11日） -主演・牧野健司
- 人魚沉睡的家（日语：人魚の眠る家#映画）（2018年11月16日） -飾演 星野祐也
- 劇場版Final Fantasy XIV 光之爸爸（日语：ファイナルファンタジーXIV 光のお父さん）（日本2019年6月21日） -主演・岩本アキオ
- 然後，活下去（2019年9月27日，WOWOW）-主演・清水清隆
- 假面病棟（2020年3月6日，華納兄弟電影）-主演・速水秀悟[13]
- 劇場版 Signal 長期未解決事件搜查班（2021年4月2日、東宝） -主演・三枝健人
- 餘命10年（2022年3月4日、華納兄弟電影） -主演・真部和人
- 地獄犬 HELL DOGS（日语：ヘルドッグス）（2022年9月16日、東映 / Sony Pictures Entertainment）-飾演 室岡秀喜
- 謎樣的你（2023年4月14日、ハピネットファントム・スタジオ） -主演・未山
- 那夜我們行向彼方 （2024年2月29日、Netflix) -飾演 アキラ

### 動畫電影
- 小小英雄－螃蟹與蛋與透明人－（2018年8月24日）第二篇《武士蛋》 -飾演 パパ／医者[14]
- 勇者鬥惡龍 YOUR STORY（日语：ドラゴンクエスト ユア・ストーリー）（2019年8月2日上映） -飾演 ヘンリー[15]

### 電視劇
- 24小時電視 「愛心救地球」 《媽媽 我沒事》 （2015年8月22日，日本電視台） -飾演 黒木徹
- 產科醫鴻鳥（2015年10月16日-12月18日，TBS電視台） -飾演 白川領
- 追憶潸然（2016年1月18日-3月21日，富士電視台）-飾演 中條晴太
- 當家姐姐（2016年4月26日-6月11日・8月17日-9月8日，NHK晨間劇） -飾演 星野武藏
- 重版出來!（2016年4月12日-6月14日 ，TBS電視台） -飾演 小泉純
- 模仿犯（2016年9月21、22日 ，東京電視台） -飾演 網川浩一（Peace）
- 東京白日夢女（2017年1月18日-3月22日，日本電視台） -飾演 鍵谷春樹（KEY）
- 對不起，我愛你（2017年7月9日-9月17日，TBS電視台） -飾演 日向SATORU
- 產科醫鴻鳥第二季（2017年10月，TBS電視台） -飾演 白川領
- Signal 長期未解決事件搜查班（2018年4月10-6月12日，富士電視台） -飾演 三枝健人 ※主演
- Innocence 冤罪律師（2019年1月19日，日本電視台） -飾演 黒川拓 ※主演
- 然後，活下去（2019年8月4日-，WOWOW）-飾演 清水清隆 ※主演[16]
- 35歲的少女（2020年10月10日-12月12日，NTV，日本電視台）-飾演 廣瀨結人
- 歡迎回來百音（2021年5月17日-，NHK晨間劇） -飾演 菅波光太朗
- 只是在結婚申請書上蓋個章而已（2021年10月，TBS電視台） -飾演 百瀨柊
- 鎌倉殿的13人（2022年1月9日-，NHK大河劇） -飾演 北條泰時
- 擅入寄居者（WOWOW） -飾演 卡拉
  - Season1（2022年3月4日 - 4月8日）
  - Season2（2022年4月15日 - 5月20日）※主演
- 競爭的維護者（2022年7月11日 - 9月19日，富士電視台） -飾演 小勝負勉 ※主演
- Dr.Chocolate（2023年4月22日 - 6月24日，日本電視台） -飾演 Teacher/野田哲也 ※主演
- CODE-願望的代價-（2023年7月2日 - 9月3日，日本電視台） -飾演 二宮湊人※主演
- 愛過之後來臨的（2024年9月27日，Coupang Play） -飾演 青木潤吾 ※主演
- 再見的延續  （2024年11月14日，Netflix）-飾演 成瀬和正※主演

### 舞台劇
- かもめ（日语：かもめ(チェーホフ)#舞台）（2016年10月29日 - 12月4日，東京藝術劇場） -飾演 トレープレフ
- 皆大歡喜（2019年7月30日－8月18日，東京藝術劇場） -飾演 オーランドー[17]

## 出演

### MV
- miwa『夜空。feat.ハジ→（日语：夜空。feat.ハジ→/ストレスフリー）』
- The STROBOSCORP『アイオクリ』
- RADWIMPS『うるうびと』餘命10年 主題曲
- &TEAM『Under the skin』
- Lisa『Dream』

### 廣播節目
- 坂口健太郎的ALL NIGHT NIPPON GOLD（日语：オールナイトニッポンGOLD）（2018年3月16日）

## 廣告
- niko and...

｢新生活篇｣（2014年3月7日〜20日）

｢マリンピクニック篇｣（2014年4月4日〜17日）
- 第一三共ヘルスケア･ミノン -飾演 坂田遼介

｢彼の引越し｣篇（2015年2月25日）
｢彼とケンカ｣篇（2015年9月3日）

## 音樂作品

### 單曲作品
- 2017.01       電影《與妳的第100次愛戀》	 	劇中插曲：『アイオクリ』『単純な感情』（與The STROBOSCORP合作，成員另有miwa、竜星涼、泉澤祐希）

## 書籍

### 寫真集
- 坂口健太郎ムック『坂道』（2015年11月11日，集英社）
- 坂口健太郎写真集 25.6 （2018年3月16日，集英社）
- 坂口健太郎寫真集：君と、（2021年12月24日，ワニブックス）

## 獎項
| 年度   | 類別       | 大獎                                              | 獎項                  | 作品 | 結果 |
| ------ | ---------- | ------------------------------------------------- | --------------------- | --- | ---- |
| 2015年 | 電影       | 第40屆報知電影獎                                  | 最佳新人獎            | 《海街日記》、《盜愛之家》、《女主角失格》、《俺物語！！》                                                                        | 提名 |
| 2016年 | 電影       | 第11屆大阪電影節 （おおさかシネマフェスティバル） | 新人男優賞            | 《俺物語!!》、《女主角失格》 | 獲獎 |
| 2017年 | 電影       | 第40屆日本電影金像獎                              | 新人俳優賞            | 《64 前篇/後篇》 | 獲獎 |
| 2017年 | 電影、戲劇 | 第41屆Élan d'or Award                             | 新人賞                | 《殘穢：被詛咒的房間》、《64 前篇/後篇》、《高台家的成員》、《產科醫鴻鳥》、《追憶潸然》、《重版出來!》、《當家姐姐》、《模仿犯》 | 獲獎 |
| 2017年 | 電影       | エル シネマ大賞 (ELLE CINEMA AWARDS) 2017         | エル メン(ELLE MEN)賞 | 不適用 | 獲獎 |
| 2022年 | 電影       | 第47屆報知電影獎                                  | 助演男優賞            | 《地獄犬 HELL DOGS》 | 提名 |
| 2023年 | 電影       | 第77屆毎日電影獎                                  | 助演男優賞            | 《地獄犬 HELL DOGS》 | 提名 |
| 2023年 | 電影       | 第46屆日本電影金像獎                              | 優秀助演男優賞        | 《地獄犬 HELL DOGS》 | 獲獎 |
| 2023年 | 電影       | 第46屆日本電影金像獎                              | 最優秀助演男優賞      | 《地獄犬 HELL DOGS》 | 提名 |
| 2025年 | 戲劇       | 第7屆亞洲內容大獎&全球OTT大獎                     | 最佳男主角            | 《愛過之後來臨的》 | 待定 |

## 外部連結
- （日語）坂口健太郎 Tristone Entertaiment Inc（页面存档备份，存于）
- （日語）坂口健太郎官方LINE BLOG（页面存档备份，存于）（2016年4月7日─）
- （日語）坂口健太郎的Instagram帳戶
- （日語）坂口健太郎的X（前Twitter）